# Троянда (коктейль)

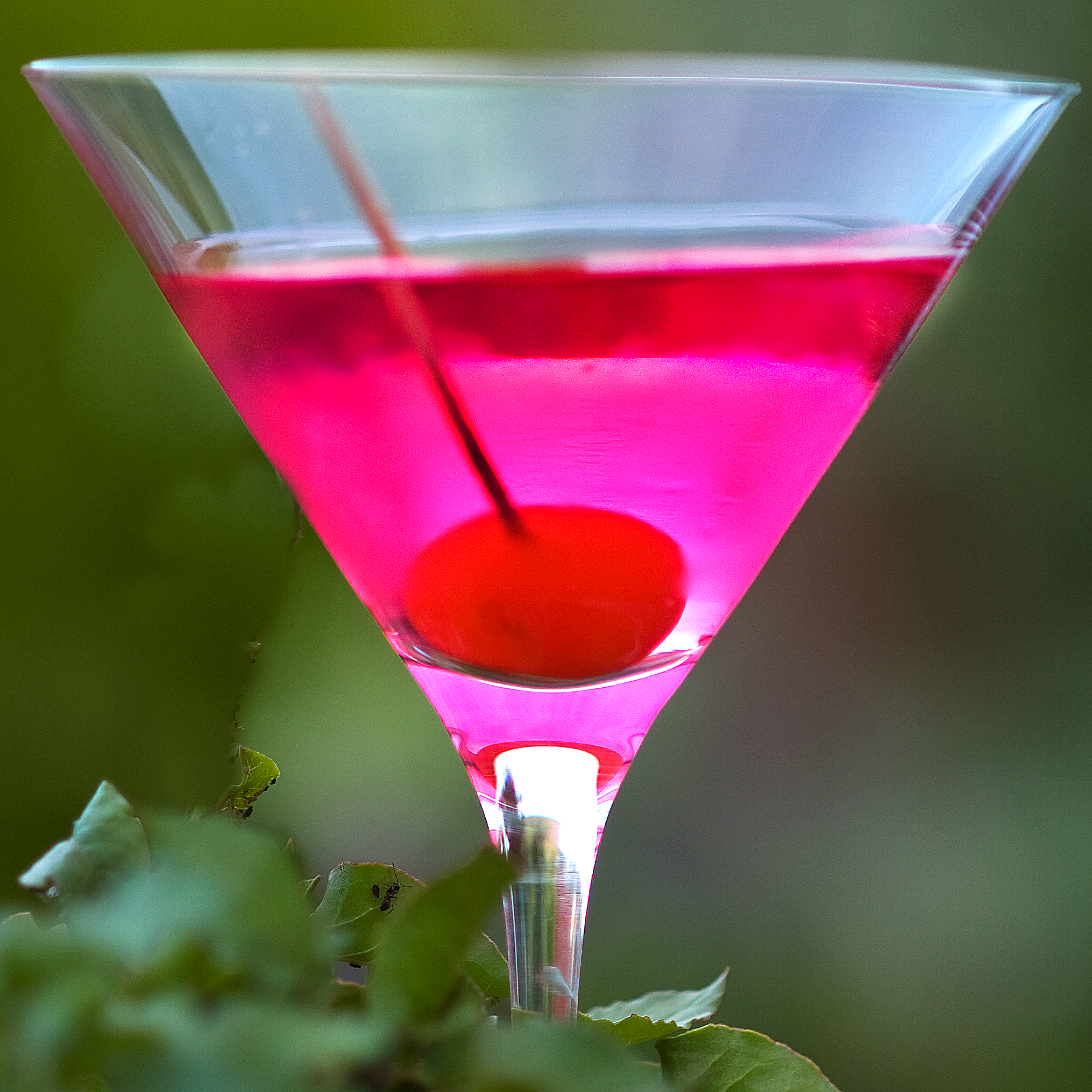
Коктейль «Троянда»

Троянда (англ. Rose) — коктейль на основі вишневого лікеру (Kirsch), сухого вермуту і полуничного сиропу. Іноді як інгредієнти коктейлю використовують вишневий лікер та джин. Класифікується як дигестив (десертний). Належить до офіційних напоїв Міжнародної асоціації барменів, категорія «Сучасна класика» (англ. Contemporary classics).

## Спосіб приготування
Склад коктейлю «Rose»:
- вишневого лікеру (Kirsch) — 20 мл (2 cl),
- сухого вермуту — 40 мл (4 cl),
- полуничного сиропу — 3 деш (краплі).